# Ryōkichi Yatabe
Ryokichi Yatabe (in giapponese 矢田部良吉; Izunokuni, 13 ottobre 1851 – Kamakura, 8 agosto 1899) è stato un botanico giapponese.

## Biografia
Studiò botanica alla Cornell University, dal 1871 al 1876, e nel 1877 fu soprintendente dell'Orto botanico di Koishikawa. Per molti anni fu il professore di botanica presso l'Università di Tokyo.
Si suicidò annegando sulla costa di Kamarura, all'età di 47 anni

## Eponimi
- (Berberidaceae) Yatabea Maxim. ex Yatabe[1]

## Opere principali
- 1891 – 1893. Nihon shokubutsu dzukai. Iconographia florae japonicae : Or descriptions with figures of plants indigenous to Japan. 3 pp.

### Libri
- 1891. Nihon Shokubutsu dzukai: or descriptions with figures of Plants indigenous to Japan. Vol. 1, Partes 1-3. 252 pp.
- Jean Mueller, ryokichi Yatabe. 1892. Lichenes Yatabeani, in Japonia lecti et a cl. Prof. Yatabe missi, &c